# Félix Momat Kitenge
Félix Momat Kitenge est un homme politique congolais. 

## Biographie

### Formation
Après des études primaires et secondaires effectuées au Collège Imara, St François de Sales, de Lubumbashi, Momat Kitenge a étudié à la faculté de médecine de l’université de Lubumbashi. D'abord assistant, il devient professeur en 2017. Professeur d’université et agrégé de l’enseignement supérieur en médecine, il a soutenu sa thèse en 2017 à l’université de Lubumbashi.
En politique, il soutint L’Éveil de la conscience pour le travail et le développement (ECT) au Katanga.

### Ministre
Il a été conseiller au ministère de la Santé publique avant d’occuper la fonction de conseiller principal du dernier ministre honoraire de la Santé publique.
Il est vice-ministre du Budget au sein du gouvernement Ilunga de 2019 à 2021.